# ذو الرمة
ذُو الرُّمَّة (77- 117 هـ / 696- 735 م) شاعر عربي من الرباب من تميم، من شعراء العصر الأموي، من فحول الطبقة الثانية في عصره. 

## سيرته
هو غَيْلان بن عُقْبة بن نهيس بن مسعود العَدَوي الربابي التميمي، كنيته أبو الحارث ولقبه ذو الرُّمَّة. ولد سنة 77 هـ/ 696م، وتوفي بأصفهان (وقيل بالبادية) سنة 117 هـ/ 735م، وهو في سن الأربعين.
وإنما قيل له ذو الرِّمَّة لقوله في الوتِد: (أشعث باقي رُمَّة التقليد) والرُّمَّة، بضم الراء، الحبل البالي. كان قصيرًا دَميمًا، يضرب لونه إلى السواد، أكثر شعره تشبيب وبكاء أطلال. كان ذو الرمة أحدَ عشَّاق العرب المشهورين، إذ كان كثيرَ التشبيب بمَيَّة، وهي مية بنت مقاتل بن طلبة بن قيس بن عاصم المِنقَرية، كانت فاتنةَ الجمال. قال فيها ذو الرِّمَّة:
وكان ذو الرمة كثير المديح لبلال بن أبي بردة بن أبي موسى الأشعري، وفيه يقول مخاطبا ناقته صيدح وهذا الاسم علم عليها:
ويقال إنه كان ينشد شعره في سوق الإبل، فجاء الفرزدق فوقف عليه، فقال له ذو الرمة: «كيف ترى ما تسمع يا أبا فراس»، فقال: «ما أحسن ما تقول»، قال: «فما لي لا أذكر مع الفحول»، قال: «قصر بك عن غايتهم بكاؤك في الدمن وصفتك للأبعار والعطن»... وقال أبو عمرو بن العلاء: «ختم الشعر بذي الرمة والرجز برؤبة بن العجاج»... وقال أبو عمرو: قال جرير: «لو خرس ذو الرمة بعد قوله قصيدته التي أولها -ما بال عينك منها الماء ينسكب- لكان أشعر الناس»... وقال أبو عمرو: «شعر ذي الرمة نقط عروس يضمحل عن قليل وأبعار ظباء لها شم في أول رائحة ثم يعود إلى البعر».

## ديوانه
- نشر ديوانه المستشرق كارليل هنري هيس مكارتني.[3]
- ثم أخرجه في طبعة علمية محققة في أربعة مجلدات، الدكتور عبد القدوس أبو صالح، وهو رسالته للدكتوراه بعنوان: (شرح ديوان ذي الرُّمَّة) لأبي نصرٍ الباهلي، مجمع اللغة العربية بدمشق، ط1، 1393هـ/ 1973م. ودار الرشيد بدمشق، ط4، 1429هـ/ 2008م.

## وصلات خارجية
- في مراتع ذي الرمة
- بوابة الشعراء : ديوان ذو الرمة